# فارس زيام
فارس زيام (مواليد 21 مارس 1997) هو مُقاتل فنون قتالية مختلطة فرنسي من اصل جزائري، يُنافس في الوزن الخفيف في يو إف سي.

## مسيرته في فنون القتال المختلطة

### مسيرته المبكرة
بدأ مسيرته المهنية في فنون القتال المختلطة في عام 2014، جمع فارس رقماً قياسياً بـ10 انتصارات وخسارتين في المسرح الأوروبي الإقليمي، وفاز ببطولة إتش أي تي و إل إف سي للوزن الخفيف.

### بطولة القتال النهائي
ظهر زيام، كبديل لماغوميد مصطفى، في أول ظهور له في المنظمة ضد دون مادج في 7 سبتمبر 2019، في يو إف سي 242 في أبو ظبي، الإمارات العربية المتحدة. خسر زيام القتال بقرار جماعي من الحكام.
واجه زيام جيمي مولاركي في يو إف سي ليلة القتال: أورتيغا ضد الزومبي الكوري في 18 أكتوبر 2020. فاز بالقتال بقرار جماعي من الحكام.
واجه زيام لويجي فيندراميني في 12 يونيو 2021، في يو إف سي 263. وفاز بالقتال من خلال قرار الأغلبية.
كان من المقرر أن يواجه زيام تيرانس ماكيني في 20 نوفمبر 2021، في يو إف سي ليلة القتال 198. ومع ذلك، أصيب أحد أفراد فريق ماكيني بمرض فيروس كورونا في يوم النزال وتم إلغاؤه. تمت إعادة جدولة النزال وتم إجراؤه في نهاية المطاف في يو إف سي ليلة القتال 202 في 26 فبراير 2022. خسر زيام المباراة عبر خنق في الجولة الأولى.
واجه زيام ميشال فيجلاك في 3 سبتمبر 2022 في يو إف سي ليلة القتال 209. فاز بقرار جماعي من الحكام.
واجه زيام جاي هربرت في 22 يوليو 2023 في يو إف سي على إي إس بي إن: أسبينال ضد تيبورا. فاز بقرار جماعي من الحكام.

## البطولات والإنجازات
- بطولة إتش أي تي القتال
  - بطولة إتش أي تي للوزن الخفيف (مرة واحدة)
- بطولة ليون القتالية
  - بطولة إل إف سي للوزن الخفيف (مرة واحدة)

## سجل فنون القتال المختلطة
| السجل المهني |        |         |
| 18 نزال      | 14 فوز | 4 خسارة |
| ضربة قاضية   | 5      | 0       |
| إخضاع        | 4      | 3       |
| قرار القضاة  | 5      | 1       |

## وصلات خارجية
- فارس زيام على موقع يو إف سي (الإنجليزية)
- فارس زيام على موقع شيردوغ (الإنجليزية)
- فارس زيام على موقع Tapology.com (الإنجليزية)